# Hogerzaal
Hogerzaal (ook wel Hooge Zale of Hogerzael) was een ridderlijk huis en later een buitenplaats aan de rand van de Zeeuwse hoofdstad Middelburg, gelegen aan de Seisweg, in het Seisambacht. De oorsprong gaat terug naar de middeleeuwen, maar het oude gebouw werd afgebroken, waarna aan het einde van de 17e eeuw een buitenplaats met dezelfde naam werd gebouwd. Tussen 1805 en 1820 is dit gebouw ook afgebroken en deels overgebleven waterpartijen verdwenen na de inundatie van Walcheren in 1944. Sinds 2010 ligt op de locatie van het voormalige gebouw een natuurspeelterrein dat dezelfde naam draagt.

## Vroegere geschiedenis
In de middeleeuwen werd aan de Seisweg, net buiten de Seispoort, een ridderlijk huis gebouwd. Over de oorspronkelijke eigenaars en stichtingsdatum is niets bekend. In 1569 wordt in een belastingregister melding gemaakt van boomgaard 'Hooge Zale', in eigendom van Leunis Wisse. Een 18e-eeuwse tekening, toen het gebouw reeds was gesloopt, geeft de impressie dat het een aanzienlijk kasteel betrof met twee torens, omringd door een brede gracht toegankelijk via een hamei. In 1672 was de met een gracht omringde hofstede in handen van Adriana de Vrieze, erfgename van Gillis de Vrieze. Daarna is de hofstede in handen gekomen van Zacharias Blijhooft, schilder te Middelburg. Hij woonde er tot zijn dood, tussen 18 oktober 1680 en 14 oktober 1682.

## Herbouw tussen 1680-1696
Na de dood van Blijhooft kwam het buiten in bezit van David van der Nisse (1644-1705). Van der Nisse was schepen en burgemeester in Goes van 1670 tot 1678, toen hij werd aangesteld in de gecommitteerde raad van Zeeland namens Goes. Kort voor 1696 liet hij de buitenplaats volledig herbouwen en een nieuwe tuin aanleggen, welk resultaat uitvoerig is omschreven door Mattheus Smallegange in zijn Nieuwe Cronyk van Zeeland, gepubliceerd in 1700.
De buitenplaats was gebouwd naar een vierkant plan en volledig omgeven door een waterpartij. Vanaf de Seisweg was het gebouw bereikbaar via een ophaalbrug en een brede weg, welke aan beide zijden was beplant met verschillende soorten uitheemse bomen, struiken en bloemen. Achter de beplanting lag aan beide zijden een grote vierkante moestuin. De grote vijver rondom het huis was rijk aan riviervis en strekte zich in twee armen uit, welke een bloemhof omvatten. In dit bloemhof stonden diverse beelden. In de bloemperken was een grote verscheidenheid aan bloemsoorten geplant, en aan de waterkant stonden kleine vruchtbomen. Aan het einde van de bloemhof stond een klein lusthuis.
Aan de linkerkant van het terrein, ten noorden van de vijver, lag een grote moes- en kruidentuin. Aan de rechterkant, ten zuiden van de vijver, lagen vier parken met houten afzettingen en strakke hagen. Drie van de parken waren met vruchtbomen beplant, en huisden verschillende kooien voor dieren zoals fazanten, duiven en eenden. Daarnaast stonden hier een boerderij, met daaraan een oranjerie, een stalling en een koetshuis met een zware stenen poort.
Zowel in de voor- en achtergevel van het hoofdgebouw, alsook op het dak, stonden beelden en borstbeelden. Het interieur was ingedeeld in meerdere vertrekken, waaronder een grote zaal. Grote ramen boden een uitzicht op de tuinen en vijver, die bij elkaar ongeveer een oppervlakte hadden van 1,17 ha. Van de buitenplaats is geen afzonderlijke afbeelding bekend, maar het hoofdgebouw en de vijver zijn wel zichtbaar op een prent van het stadsgezicht van Middelburg.

## Latere geschiedenis
Van der Nisse was in 1669 getrouwd met Clara van Borssele van der Hooge. Ze kregen een zoon, Gillis Cornelis van der Nisse ( - 1757). Nadat zijn vrouw was overleden, hertrouwde David van der Nisse in 1698 met Sara de Munck Alexandersdochter, weduwe van Adriaan van Riemswijk. Na de dood van David van der Nisse is de buitenplaats in handen gekomen van Hendrik Poocx en daarna in handen van Van Beekhoven. Zijn dochter Elisabeth (1698?-1753) trouwde in 1711 met Gerard de Wind (1685-1752) die het buiten na overlijden van Van Beekhoven erfden.
In 1796 werd de buitenplaats gekocht door Caspar van Citters voor 1300 Vlaamse ponden. Reeds negen jaar later, in 1805, verkocht hij het, met veel verlies, voor 900 ponden aan L.C. van Sonsbeeck. Het betreft hier waarschijnlijk Leonard Constantijn Sonsbeeck, afkomstig uit Hulst en tot 1787 lid van het stadsbestuur in Vlissingen. Nadat daar zijn huis was geplunderd door Oranjegezinden, verhuisde hij naar Middelburg, waar hij in 1812 overleed. Op het kadastraal minuutplan uit 1820 staat de buitenplaats niet meer vermeld, zodat wordt aangenomen dat de buitenplaats ofwel door Sonsbeeck voor 1812 werd gesloopt, ofwel na zijn dood door een onbekende voor 1820.